# Rondo Ignacego Daszyńskiego w Warszawie
Rondo Ignacego Daszyńskiego – rondo w dzielnicy Wola w Warszawie, położone na przecięciu ulic Towarowej i Prostej.

## Opis
Do lat 50. XX wieku ul. Prosta nie łączyła się z ul. Kasprzaka, gdyż teren wzdłuż ul. Towarowej zajmował kompleks bocznic kolejowych i magazynów nazywany zwyczajowo „Syberią”. W 1963 w miejscu obecnego ronda powstało nowe skrzyżowanie.
W październiku 1986 skrzyżowaniu ulic Towarowej i Prostej nadano nazwę rondo Ignacego Daszyńskiego.
W latach 90. przez rondo przebiegały drogi krajowe nr 2, nr 7 i ówczesna 634 oraz trasy europejskie E30 i E77.
Rondo Daszyńskiego jest klasycznym rondem z czterema wlotami ulic, wyposażone w sygnalizację świetlną. Na rondzie krzyżują się linie tramwajowe oraz znajdują się nieużywane rozjazdy.
Po 2010 okolice ronda zaczęły być intensywnie zabudowywane, m.in. powstała stacja metra i kompleks Warsaw Spire. W 2021 przy rondzie i w jego okolicach znajdowało się ok. 60 biurowców o łącznej powierzchni ponad 1,13 mln m².

## Ważniejsze obiekty
- Kompleks Warsaw Spire
- Stacja metra Rondo Daszyńskiego
- Kompleks The Warsaw Hub
- Kompleks Generation Park
- Biurowiec Skyliner
- Biurowiec Warsaw Unit